# Уилсон, Дон
Дон «Дракон» Уилсон (род. 10 сентября 1954, Коко-Бич (Флорида), США) — американский 11-кратный чемпион мира по профессиональной версии кикбоксинга, киноактёр, продюсер и сценарист японского происхождения. Он увековечен в Европейском Зале Славы боевых искусств и за 40 лет спортивной карьеры одержал множество побед с 47 нокаутами. Неоднократно утверждал, что он не кикбоксер, а последователь одного из стилей кунг-фу. По его мнению, кикбоксинг лишь дал ему возможность проявить себя.

## Краткая биография

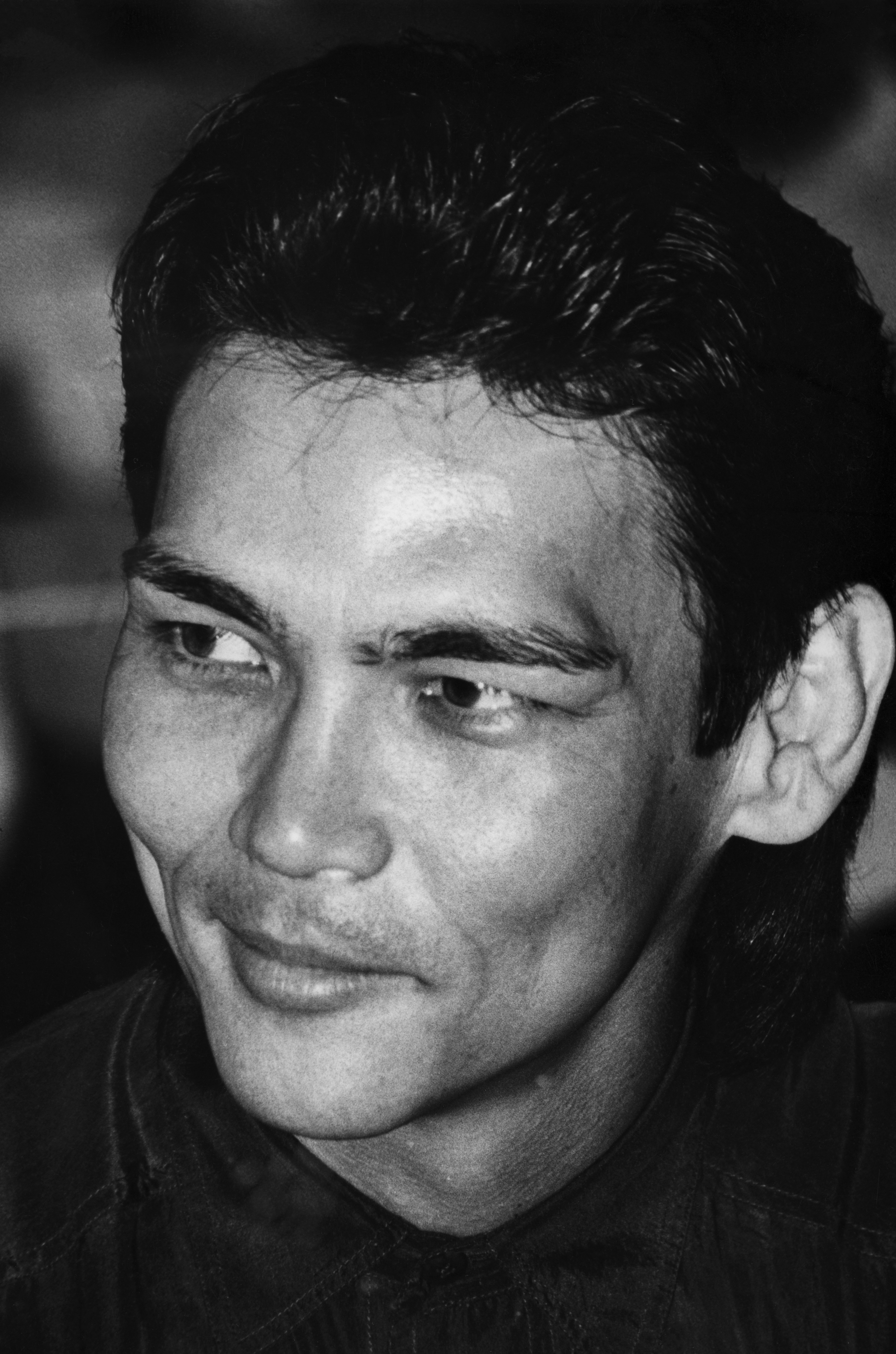
Во время визита в Россию, 1992 год

Дон Уилсон родился в семье американского инженера и японки в Олтоне, штат Иллинойс. Когда Уилсону было 4 года, его отец получил приглашение на строительство Космического Центра им. Джона Кеннеди во Флориде. Там Дон посещал среднюю школу Св. Андрея в Бока-Ратоне, где занимался американским футболом и баскетболом, став самым результативным игроком. Он также пробовал себя в борьбе, заняв 4-е место в студенческих соревнованиях по борьбе штата Флорида.
По окончании школы осенью 1972 года Уилсон поступил в Военную академию береговой охраны в Нью-Лондоне, штат Коннектикут. Дон утверждает, что в единоборства его привел его старший брат: он предложил Уилсону небольшой спарринг, и тот, поскольку был более развит физически, решил, что сможет выиграть этот поединок. Однако старший брат имел опыт восточных единоборств и легко одолел младшего. После этого Дон начал заниматься годзю-рю карате под руководством сэнсэя Чака Мэрримана по два часа в неделю в течение года.
В 1973 году Уилсон покинул академию и получил диплом о среднем профессиональном образовании электрика.
В 1989 году Дон дебютировал в кино. Кикбоксинг был для Дона удовольствием, радостью, а кинематограф — способом заработать деньги. На сегодняшний день на экраны вышли уже десятки фильмов с его участием: «Кровавый кулак» (в восьми частях), «Огненное кольцо», «Чёрный пояс» и многие другие. Причем среди картин с участием Уилсона есть как фильмы о боевых искусствах, так и детектив, триллер, кинофантастика и даже драма. В последние годы Дон практически не снимается, сосредоточившись на тренировке молодых спортсменов.

## Фильмография
- 1989 — Скажи что-нибудь / Say Anything
- 1989 — Кровавый кулак / Bloodfist
- 1990 — Кровавый кулак 2 / Bloodfist II
- 1991 — Удар из будущего / Future Kick
- 1991 — Огненное кольцо / Ring of Fire
- 1992 — Кровавый кулак 3: Вынужденный поединок / Bloodfist III
- 1992 — Чёрный пояс / Blackbelt
- 1992 — Кровавый кулак 4: Смертельная попытка / Bloodfist IV: Die Trying
- 1992 — В поисках крови / Out for Blood
- 1993 — Огненное кольцо 2: Кровь и сталь / Ring of Fire II: Blood and Steel
- 1993 — Ниндзя-драконы / Magic Kid
- 1994 — Кровавый кулак 5: Живая мишень / Bloodfist V: Human Target
- 1994 — Восход красного солнца / Red Sun Rising
- 1994 — Киборг-охотник / CyberTracker
- 1994 — Кровавый кулак 6: Нулевая отметка/ Bloodfist VI: Ground Zero
- 1994 — Огненное кольцо 3: Удар льва / Ring of Fire 3: Lion Strike
- 1995 — Последний рывок / Terminal Rush
- 1995 — Бэтмен навсегда / Batman Forever
- 1995 — Кровавый кулак 7 / Bloodfist VII: Manhunt
- 1995 — Электронные бойцы / Virtual Combat
- 1995 — Киборг-охотник 2 / CyberTracker 2
- 1996 — Кровавый кулак 8 / Bloodfist VIII: Trained to Kill
- 1996 — Ночной охотник / Night Hunter
- 1997 — Бумажный след / Papertrail
- 1997 — Голливудское сафари / Hollywood Safari
- 1998 — Инферно / Inferno
- 1999 — Любой ценой / Whatever It Takes
- 1999 — Пророк / The Prophet
- 2000 — Бегущая мишень / Moving Target
- 2002 — Возмездие / Redemption
- 2002 — Мой криминальный дядюшка / Stealing Harvard
- 2004 — Фантастический боец / Sci-Fighter
- 2006 — Простая мишень / Soft Target
- 2007 — Последний страж / The Last Sentinel
- 2014 — Царь скорпионов 4: Утерянный трон / The Scorpion King 4: The Lost Throne
- 2015 — Разборка в Маниле / Showdown in Manila
- 2015 — Весь мир у наших ног / The Whole World at Our Feet
- 2017 — Смертельный бой / Death Fighter
- 2018 — Агентство наёмников / The Hitman Agency
- 2019 — Devotion
- 2024 — Затерянные в Рио Браво / Taken from Rio Bravo